# Paramobula
Genre
Paramobula est un genre fossile de raies dans la famille des Mobulidae. Ce genre n'est plus représenté depuis que l'espèce Paramobula fragilis a été de classée dans le genre Manta.

## Systématique
Le nom valide complet (avec auteur) de ce taxon est Paramobula Pfeil (d), 1981.
Ce genre n'est plus représenté depuis que l'espèce Paramobula fragilis en a été retirée,.